# کازموس (مینه‌سوتا)
کازموس، مینه‌سوتا (به انگلیسی: Cosmos, Minnesota) یک شهر در ایالات متحده آمریکا است که در مینه‌سوتا واقع شده‌است.

## خصوصیات
کازموس ۲٫۹۵ کیلومترمربع مساحت و ۴۷۳ نفر جمعیت دارد و ۳۳۹ متر بالاتر از سطح دریا واقع شده‌است.